# Останнє китайське попередження
Останнє китайське попередження — алегорична ідіома радянського походження, що означає безплідні погрози «на словах», при цьому свідомо відомо, що ніяких дій найближчим часом не буде.

## Історія походження
Вислів набув популярності в СРСР внаслідок постійних порушень китайського повітряного простору американськими літаками, на що китайські військові видавали в ефір попередження, але ніяких конкретних дій не виконували.
У 1950-1960 роках американо-китайські стосунки загострилися через так зване тайванське питання. США не визнавали комуністичну владу в КНР (але визнавали режим Чан Кайші) і здійснювали розвідувальні польоти над територіальними водами Китаю. Китай фіксував всі порушення свого повітряного і водного простору зі сторони США. На кожне таке порушення уряд Китаю по дипломатичних каналах посилав так зване «попередження» американській стороні, проте жодних дій не робив. Усі ці попередження нумерувалися. Оскільки в ті роки порушення зі сторони США китайського повітряного і водного простору, особливо в районі Тайванської протоки, були досить часті, то і лік порушень йшов на сотні. Точну кількість попереджень оцінити складно. Відомо тільки, що до кінця 1964 року їх було понад 900.
«Останні попередження» китайського уряду регулярно транслювалися інфагенствами й стали приказкою. Відтоді вираз «(останнє) китайське попередження» став загальновживаним у республіках Радянського Союзу. Використовуються різноманітні варіанти цього крилатого виразу, наприклад: «647-е китайське попередження», «723-е, останнє, китайське попередження» тощо.